# Fisker Automotive
Fisker Automotive fue un fabricante de automóviles estadounidense con sede en Anaheim, California. El único producto de la compañía, el Fisker Karma, fue uno de los primeros vehículos híbridos eléctricos enchufables del mundo. Se presentó en el Salón del Automóvil de Detroit de 2008.
En 2014 los activos de la compañía fueron comprados por Wanxiang America, Corp., un fabricante de refacciones que la renombró como "The New Fisker".

## Historia

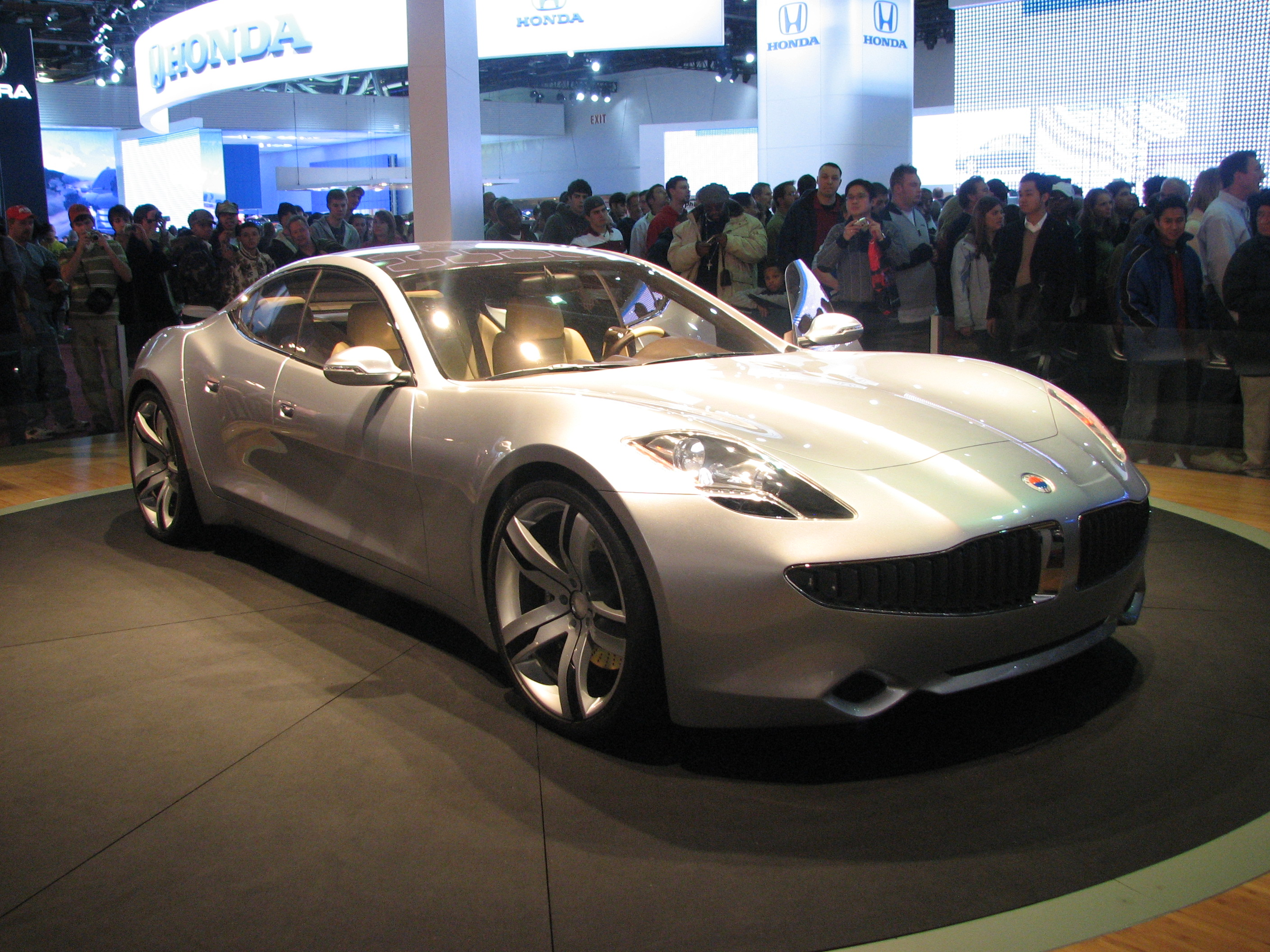
El Fisker Karma en el Salón del Automóvil de Detroit.

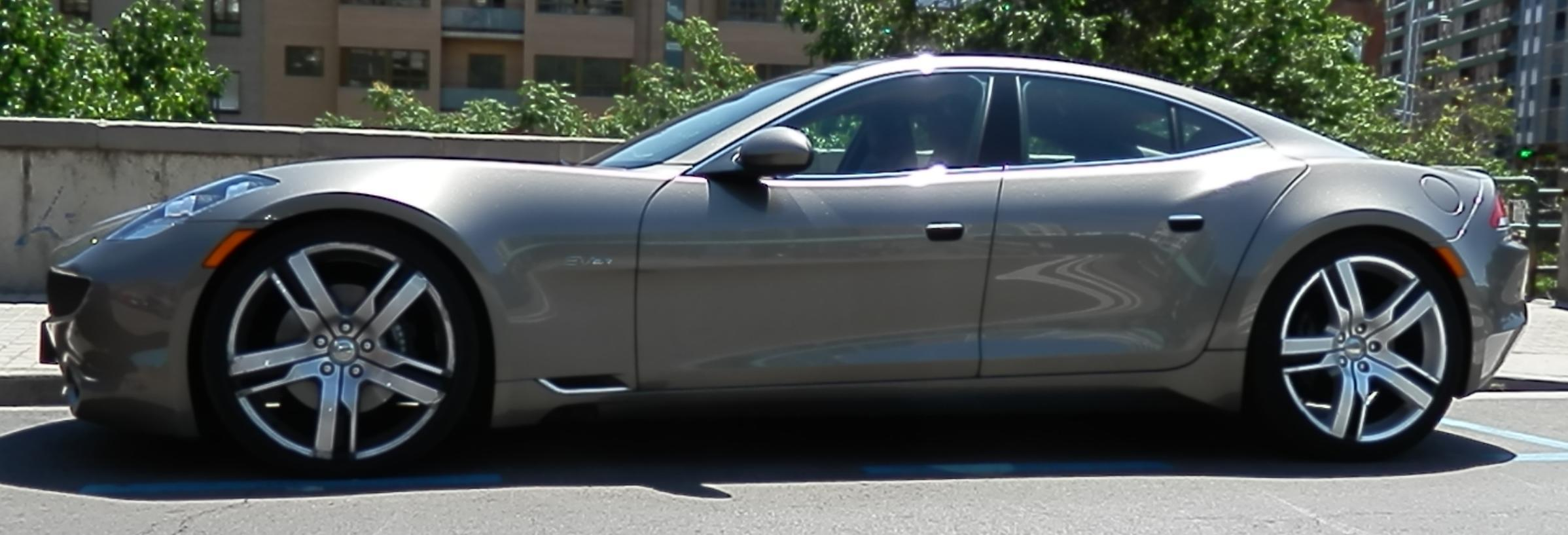
Vista lateral del Karma.

Henrik Fisker fue responsable del diseño de coches de lujo como el Aston Martin DB9 y Aston Martin Vantage de 2005, Artega GT y BMW Z8. También trabajó como director de diseño en Aston Martin.
Henrik Fisker y Koehler abandonaron Aston Martin en 2005 para formar Fisker Coachbuild, que fabricaba coches de acuerdo a las especificaciones de clientes adinerados.
En 2007, Henrik Fisker fundó la compañía junto con su socio Bernhard Koehler y Quantum Technologies tras asegurar una inversión de Gianfranco Pizzuto y de varios inversores de Palo Alto.
En 2009, Henrik Fisker anunció sus planes para producir un híbrido enchufable que cumpliera las especificaciones para obtener un préstamo del Departamento de Energía de los Estados Unidos, para fabricar 100 000 vehículos al año en Estados Unidos.
En septiembre de 2009, Fisker recibió un préstamo condicionado de US$528 700 000 (equivalente a $750 857 329 en 2023) del programa Advanced Technologies Vehicle Manufacturing Loan Program del Departamento de Energía.
Fisker originalmente tenía la intención de vender el Karma a finales de 2009, pero debido a retrasos en la financiación, comenzó a realizar las entregas a los clientes hasta finales de 2011. La Agencia de Protección Ambiental de Estados Unidos (EPA) certificó las emisiones y autonomía en octubre de 2011,
La producción se suspendió en el verano de 2012 debido a dificultades económicas mientras buscaba inversores. Se fabricaron 2450 unidades desde 2011.
El suministrador de baterías A123 Systems entró en bancarrota. Fisker tuvo que gastar bastante dinero en reparar los defectos de los vehículos vendidos. En marzo de 2013 Henrik Fisker dimitió como director ejecutivo.
El 18 de febrero de 2014, Wanxiang recibió la aprobación para comprar los activos de Fisker por US$149 200 000 (equivalente a $192 026 314 en 2023). Wanxiang anunció que reanudaría la producción del Fisker Karma.